# Großsteingräber bei Linówko
Die Großsteingräber bei Linówko (auch Großsteingräber bei Klein Lienichen genannt) waren zehn megalithische Grabanlagen der jungsteinzeitlichen Trichterbecherkultur bei Linówko (deutsch Klein Lienichen), einem Ortsteil von Ińsko (deutsch Nörenberg) in der Woiwodschaft Westpommern in Polen. Sie wurden im 19. Jahrhundert zerstört. Die genaue Lage der Gräber ist nicht überliefert. Alle Anlagen besaßen nord-südlich orientierte rechteckige Hünenbetten mit deutlich erkennbarer Hügelschüttung und steinerner Umfassung. Zu den Maßen der Anlagen liegen keine Angaben vor. Die größten Umfassungssteine befanden sich an den Nordseiten der Anlagen. Einer dieser Steine stach durch seine außergewöhnliche Höhe besonders hervor. Über Grabkammern ist nichts bekannt.